# 롤프 펠처
롤프 귄터 펠처 마르티네즈(독일어: Rolf Günther Feltscher Martínezz, 1990년 10월 6일 ~ )는 스위스 태생의 베네수엘라의 축구 선수로 현재 독일 3부 리그의 MSV 뒤스부르크에서 수비수로 활동 중이다.

## 수상

### 클럽
그라스호퍼 클럽 취리히
- 스위스 슈퍼리그 : 3위 (2009-10), 4위 (2007-08, 2008-09)

 MSV 뒤스부르크
- 3. 리가 : 준우승 (2014-15)
- 로버 리네컵 : 4강 (2014-15, 2021-22)

 로스앤젤레스 갤럭시
- 리그스컵 : 4강 (2019)